# The Beautiful People
The Beautiful People (pol. piękni ludzie) – singel promujący drugi album studyjny grupy Marilyn Manson pt. Antichrist Superstar. Muzykę skomponował basista, Twiggy Ramirez, a tekst do piosenki napisał frontman, Marilyn Manson, w roku 1994.
Na liście przebojów Hot Modern Rock Tracks singel zajął pozycję dwudziestą szóstą. W roku 2006 znalazł się w gronie czterdziestu najlepszych utworów metalowych według stacji VH1, lokując się na miejscu dwudziestym ósmym.
"The Beautiful People" było piosenką przewodnią programu WWE SmackDown od 2001 do 2003.
Teledysk do utworu wyreżyserowała Floria Sigismondi. W 1997 roku klip nominowano do MTV Video Music Award w dwóch kategoriach: najlepszy klip rockowy oraz najlepsze efekty specjalne.

## Recenzje
Singel uzyskał pozytywne recenzje profesjonalnych krytyków muzycznych. Utwór docenili między innymi związany z portalem AllMusic Stephen Thomas Erlewine oraz pamflecistka magazynu Rolling Stone Ali Lorraine.

## Covery
Powstały liczne wersje coverowe utworu. Muzyk jazzowy Lester Bowie zawarł cover na swoim albumie Odyssey of Funk & Popular Music, Volume 1 (1999). Kalifornijska grupa metalcore'owa Eighteen Visions nagrała własną wersję piosenki na kompilację Punk Goes 90's (2006), a żeński chór z Belgii Scala & Kolacny Brothers − na własny album One Winged Angel (2007). Heavymetalowy zespół Soulfly zrealizował cover na jedną ze składanek czasopisma Kerrang!, by następnie załączyć piosenkę na swojego szóstego albumu studyjnego pt. Conquer (2008). Amerykańska artystka Christina Aguilera nagrała electrorockowy cover utworu na ścieżkę dźwiękową do filmu Burleska (2010).

## Listy utworów i formaty singla
| Australijski i europejski singel CD 1. "The Beautiful People" (Album Version) 2. "Cryptorchid" 3. "Snake Eyes and Sissies" Amerykański promocyjny singel CD 1. "The Beautiful People" (Clean Version) 2. "The Beautiful People" (Album Version) Brytyjski singel CD #1 1. "The Beautiful People" (Single Version) 2. "The Horrible People" 3. "Sweet Dreams (Are Made of This)" 4. "Cryptorchid" | Brytyjski singel CD #2 1. "The Beautiful People" (Album Version) 2. "The Not-So-Beautiful People" 3. "Snake Eyes and Sissies" 4. "Deformography" Japoński singel CD 1. "The Beautiful People" (Single Version) 2. "The Horrible People" 3. "Sweet Dreams (Are Made of This)" (Album Version) 4. "Cryptorchid" 5. "The Not-So-Beautiful People" |

## Pozycje na listach przebojów
| Notowanie (1996)                          | Najwyższa pozycja |
| ----------------------------------------- | ----------------- |
| Australian ARIA Singles Chart             | 42                |
| Dutch Singles Chart                       | 96                |
| U.S. Billboard Hot Mainstream Rock Tracks | 29                |
| U.S. Billboard Hot Modern Rock Tracks     | 1                 |
| UK Singles Chart                          | 18                |